# 芒廷代爾 (紐約州)
芒廷代爾（英語：Mountain Dale）是位於美國紐約州沙利文縣的普查規定居民點。

## 人口
根據2020年美國人口普查的數據，芒廷代爾的面積為15.10平方千米，皆為陸地。當地共有人口633人，而人口密度為每平方千米41.92人。